# سيكستو فيرا
سيكستو فيرا (بالإسبانية: Sixto Vera)‏ (مواليد 27 أبريل 1965) هو ملاكم باراغواياني، مثّل بلاده في الألعاب الأولمبية الصيفية 1988.

## روابط خارجية
سيكستو فيرا على موقع بوكس ريك (الإنجليزية) (registration required)
- سيكستو فيرا على موقع أوليمبيديا (الإنجليزية)